# Agrimensura

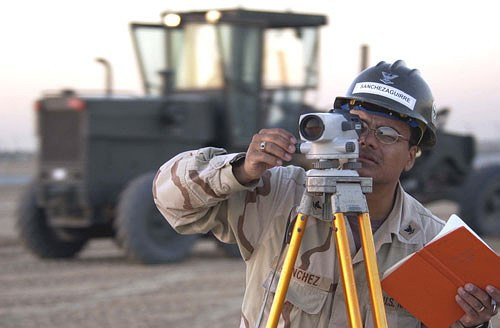
Un agrimensor trabajando con un instrumento de nivelación.

La agrimensura era, antiguamente, la rama de la topografía destinada a la delimitación de superficies, a la medición de áreas y a la rectificación de límites. En la actualidad, la comunidad científica internacional reconoce que es una disciplina autónoma, con estatuto propio y lenguaje específico que estudia los objetos territoriales a toda escala, y que se centra en la fijación de toda clase de límites. De este modo, produce documentos cartográficos e infraestructura virtual para establecer planos, cartas y mapas, y da publicidad a los límites de la propiedad o gubernamentales. Con el fin de cumplir su objetivo, la agrimensura se nutre de la topografía, la geometría, la ingeniería, la trigonometría, la matemática, la física, el derecho, la geomorfología, la edafología, la arquitectura y la teledetección.
Como definición se podría decir que es el ''arte'' de saber medir las tierras. (Así lo cita el Diccionario Aristos de 1976)

## Origen

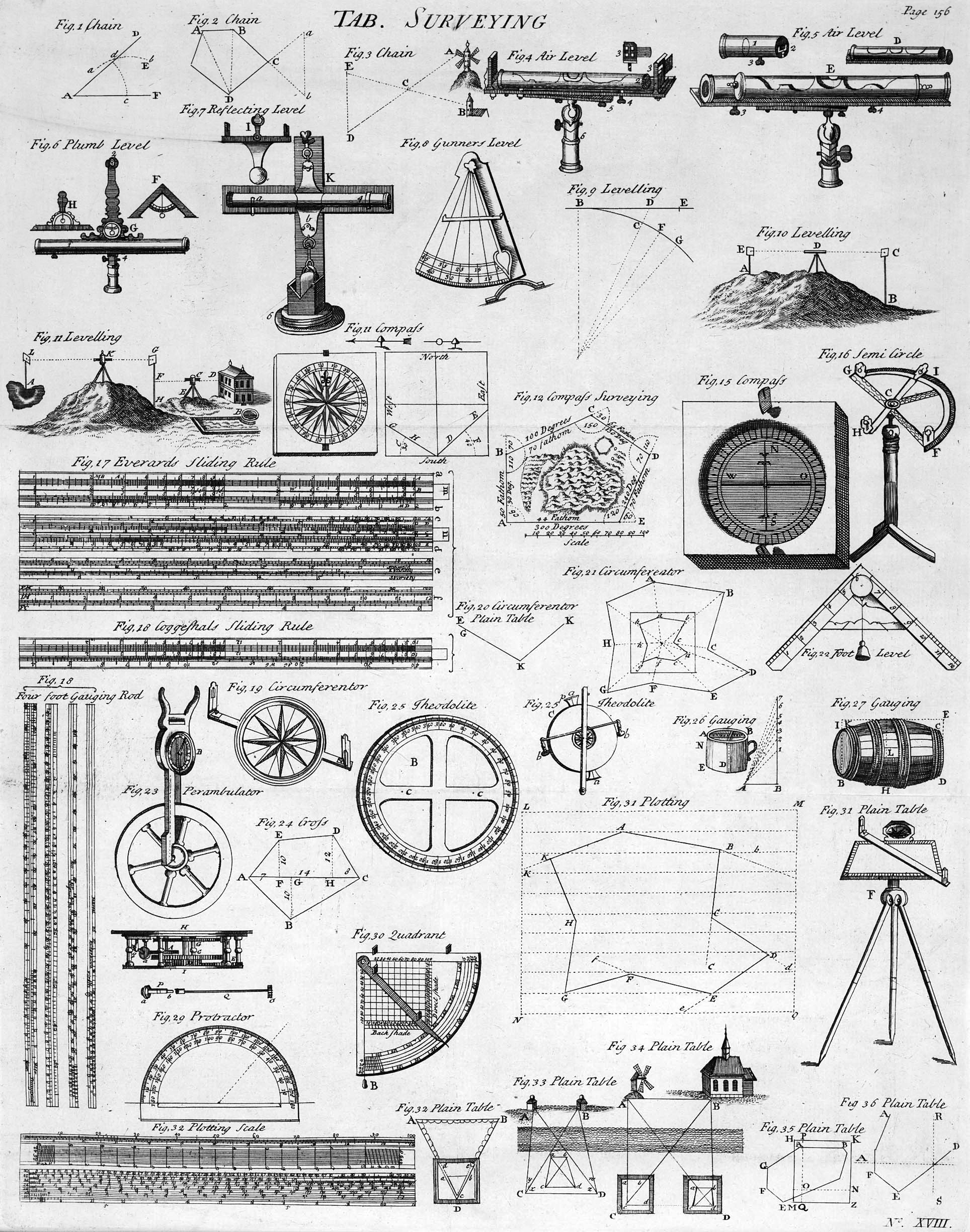
Cuadro de agrimensura, 1728 Cyclopaedia.

A lo largo de la evolución de esta disciplina los agrimensores se han servido de diversos instrumentos específicos de su actividad. Entre ellos se destacó durante siglos la escuadra de agrimensor, que permitía establecer las dimensiones de diferentes ángulos en varias direcciones.
La agrimensura ha sido un elemento muy esencial en el desarrollo del entorno humano, desde el comienzo de la historia registrada (hacia el 3000 a. C.); es un requisito en la planificación y ejecución de casi toda forma de la construcción. Sus aplicaciones, actuales, más conocidas son en el transporte, edificación, construcción, comunicaciónes, cartografía, y la definición de los límites legales de la propiedad de terrenos.
Las técnicas de la agrimensura se han aplicado a lo largo de gran parte de nuestra historia escrita. En el Antiguo Egipto, cuando el Nilo inundaba los campos de cultivo que se encontraban en sus riberas, se establecieron límites utilizando la geometría. La casi perfecta cuadratura y orientación norte-sur de la Gran Pirámide de Guiza, construida hacia el 2570 a. C., confirma que los egipcios dominaban la agrimensura.
- Registro de tierras en Egipto (3000 a. C.)
- Bajo los Romanos los agrimensores se establecieron como una profesión, y crearon las divisiones básicas del imperio, así como el registro de los impuestos de las tierras conquistadas (sobre el año 300 d. C.)
- En Inglaterra, el Domesday Book por Guillermo I de Inglaterra (1086)
  - Las técnicas cubrían toda Inglaterra.
  - Figuran nombres de los propietarios de las tierras, superficie, calidad de la tierra, e información específica sobre el contenido de la zona y sus habitantes.
  - No incluía mapas mostrando la exacta localización de las tierras. (Las primeras topografías se dieron en la época del Imperio Egipcio, alrededor de 1400 a. C.)
- El catastro de la Europa continental se creó en 1808.
  - Creado por Napoleón Bonaparte, "Un bon cadastre parcellaire sera le complément de mon CODE, en ce qui concerne la possession du sol (...)",[1] es decir, "Un buen catastro será el complemento de mi Código Civil en lo concerniente a la posesión del suelo (...)"
  - Contenía el número de parcelas de la tierra, su uso, su valor...
  - 100 millones de parcelas de tierra, se triangularon y midieron haciéndose mapas a escala de 1:2500 y 1:1250
  - Rápida propagación por Europa, pero sobre todo debido a los problemas en los países del Mediterráneo, los Balcanes y Europa oriental tuvieron gastos de mantenimiento del catastro con numerosos conflictos.

Las mediciones a gran escala son un prerrequisito para realizar un mapa. A fines de 1780, un equipo de la cartografía de Gran Bretaña, inicialmente bajo el general William Roy comenzó la Principal de la triangulación de Bretaña utilizando el teodolito Ramsden.
En España, en el siglo XIX, Javier de Burgos apoyó la creación de las Academias de las Nobles Artes, para expedir títulos de agrimensor.

## Técnicas

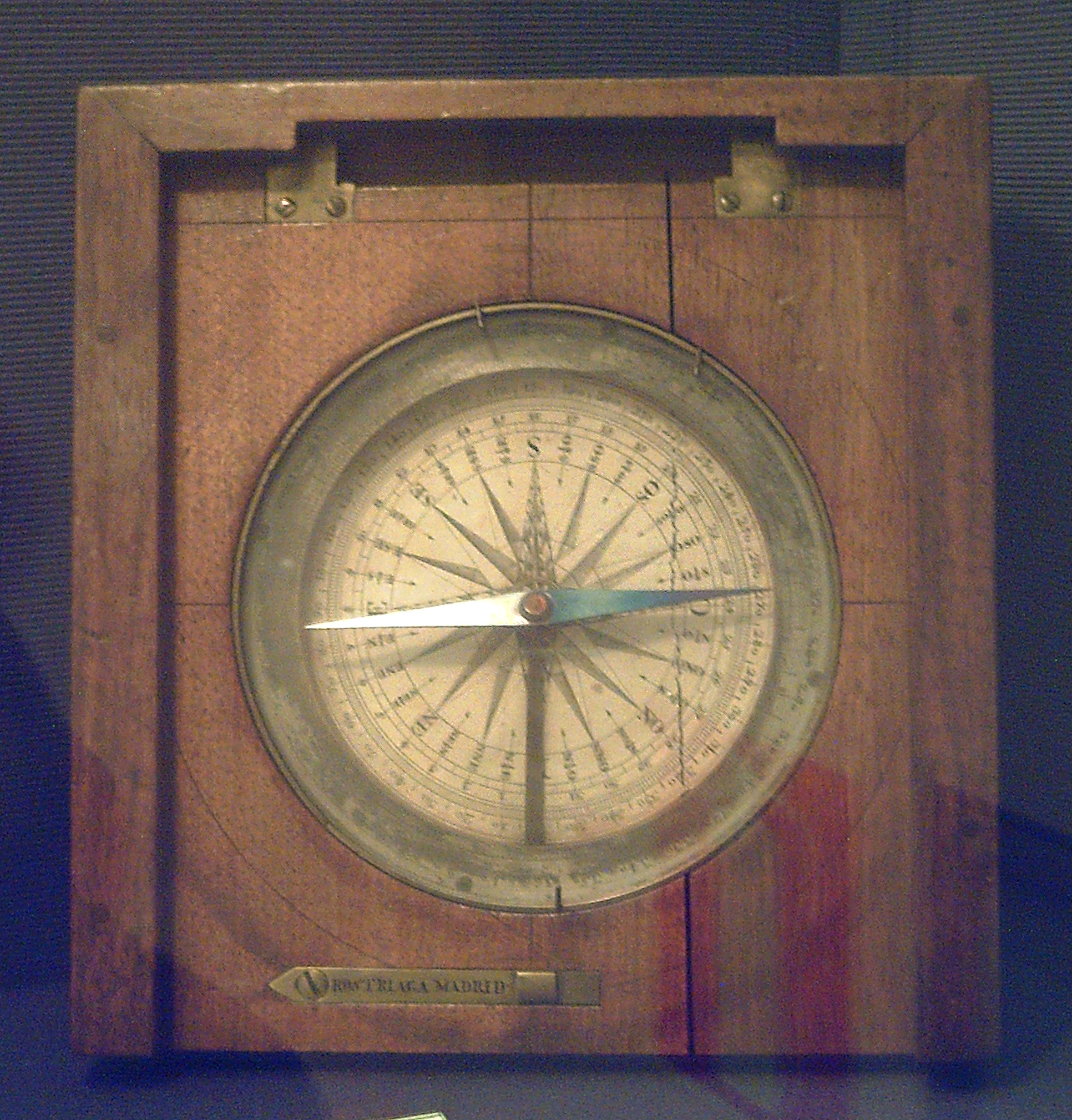
Brújula de agrimensor de fines del s. XVIII (M.A.N., Madrid).

Históricamente, se midieron distancias de múltiples formas; como unir los puntos con cadenas de una longitud conocida, por ejemplo, la cadena de Gunter o cintas de acero o invar. Con el fin de medir las distancias horizontales, estas cadenas o cintas se tensaban de acuerdo a la temperatura, para reducir el pandeo y la holgura.
Los ángulos horizontales se midieron utilizando una brújula, que proporciona una declinación magnética que se podía medir. Este tipo de instrumento posteriormente se mejoró, con unos discos inscritos con mejor resolución angular, así como el montar telescopios con retículos para ver con más precisión encima del disco. Además, se añadieron círculos calibrados que permitían medir de ángulos verticales, junto con los verniers para medir las fracciones de grado.
El método más simple para medir alturas es con un altímetro (básicamente un barómetro); utilizando la presión del aire como indicador de alturas. Pero para la agrimensura se necesitaba mejorar la precisión. Con este fin se han desarrollado una multitud de variantes, tales como los niveles exactos. Los niveles son calibrados para dar un plano exacto de diferencias de alturas entre el instrumento y el punto en cuestión que se mide, por lo general, mediante el uso de una barra de medición vertical.
A finales de los 1990s se utilizaban como herramientas básicas en la agrimensura sobre el terreno, la cinta métrica para medir las distancias más cortas o diferencias de cotas; y un teodolito fijado en un trípode para medir ángulos (horizontales y verticales), en combinación con la triangulación. Partiendo de un punto de referencia, donde se conoce su ubicación y cota, se miden distancias y los ángulos de otros de los que se quiere conocer su ubicación y cota. Un instrumento más moderno es la estación total, que es un teodolito electrónico con un dispositivo de medición de distancia (EDM). Desde la introducción de las estaciones totales se han ido cambiando todos los dispositivos ópticos y mecánicos por electrónicos, con un ordenador portátil y software. Las modernas estaciones top-of-the-line ya no requieren un reflector o prisma (utilizados para devolver los pulsos de luz al medir distancias) para devolver las mediciones de distancia, son totalmente autómatas, y puede incluso enviar un correo electrónico con los datos al ordenador de la oficina y conectarse a un sistema global de navegación por satélite, tales como el conocido GPS. Aunque los sistemas GPS han aumentado la velocidad en la toma de datos de la agrimensura, todavía solo tienen una precisión de unos 20 mm. Además los sistemas GPS no funcionan en zonas con una densa arbolada. Es por esto que las estaciones totales no han eliminado por completo los instrumentos anteriores. La robótica permite a los agrimensores recoger mediciones precisas sin tener que contratar a más trabajadores, mirando a través del telescopio o grabar datos. Una forma más rápida de medir (sin obstáculos) es ir en un helicóptero con localización acústica por láser, combinado con el GPS para determinar la altura del helicóptero. Para aumentar la precisión, se colocan balizas en el suelo (a unos 20 km). Este método alcanza una precisión de unos 5 mm.
|                                           |
| Medida de distancias con la altura propia |

|                                           |
| Medida de alturas empleando trigonometría |

|                  |
| Medida combinada |

Con el método de triangulación, lo primero que se tiene que conocer es la distancia horizontal al objeto. Si no se conoce o no se puede medir directamente, se calcula como se explica en el artículo triangulación. Entonces, la altura de un objeto se puede obtener mediante la medición del ángulo entre la horizontal y la línea que une un punto a una distancia conocida y la parte superior del objeto. Para determinar la altura de una montaña, se debe tomar como referencia el nivel del mar, pero aquí las distancias pueden ser demasiado grandes y la montaña puede que no se vea. Así pues, en primer lugar se debe determinar la posición de un punto, entonces vamos hasta ese punto y realizamos una medición relativa, y así sucesivamente hasta que se alcance la cima de montaña.

## Agrimensura como carrera
Los principios básicos de la agrimensura han cambiado poco a lo largo de los siglos, pero los instrumentos utilizados por los agrimensores han evolucionado enormemente. La ingeniería, en especial la ingeniería civil, depende en gran medida de los agrimensores. Siempre hay caminos, diques, muros de contención, puentes o zonas residenciales por construir, donde los agrimensores están involucrados. Determinan los límites de la propiedad privada y los límites de las distintas divisiones políticas. También ofrecen asesoramiento y datos para los sistemas de información geográfica (SIG), bases de datos informatizadas que contienen información sobre las características y límites del terreno..
Los agrimensores deberán poseer un conocimiento minucioso de física, álgebra, cálculo básico, geometría y trigonometría. También deben conocer las leyes que regulan los catastros, la propiedad y los contratos. Además, deben ser capaces de utilizar los delicados instrumentos con exactitud y precisión, de modo que estos puedan contribuir con una buena información para fines de registros inmobiliarios y de ingeniería aplicable a la construcción estructural y de vías.

## Agrimensores famosos
| - Daniel Boone - William Austin Burt - William Clark (Expedición de Lewis y Clark) - James Cook (navegador) - Nicolás Descalzi - Andrew Ellicott - John Ericsson - George Everest - Peter Fidler - Sandford Fleming - John Forrest - Malcolm Fraser - John C. Frémont - Juan Pablo Duarte - Carl Friedrich Gauss - Edmund Gunter - María Teresa Mirabal - William Hovell (explorador australiano) - Thomas Jefferson - Harry Johnston - William Lambton - Meriwether Lewis (Expedición de Lewis y Clark) - Jaime Linares - Abraham Lincoln - Liu Hui - William Light - Sir Alexander Mackenzie* Charles Mason y Jeremiah Dixon - Kenneth Mason - Metius - Thomas Mitchell - William Ogilvie - Bernard Palissy - Peter Pond - John Septimus Roe - William Roy - Raúl Scalabrini Ortiz - Willem Schermerhorn - Willebrord Snell - Frank Swannell - David Thompson - Henry David Thoreau - Charles Tyers - Captain George Vancouver - George Washington - Juan Ignacio Preti - Luis Augusto Huergo |